# Amy Grant (album)
Amy Grant è l'album di debutto della cantante statunitense di musica cristiana Amy Grant, uscito su etichetta Myrrh Records/Word Records nel 1977, quando l'interprete non era ancora diciassettenne.
L'album, prodotto da Chris Christian, contiene 13 brani, alcuni dei quali composti dalla stessa Amy Grant.
Nel primo anno di uscita, l'album vendette 50 000 copie.

## Tracce
1. "Beautiful Music"   (Lanier Ferguson) 3:10
2. "Mountain Top"  (Brown Bannister)	3:39
3. "Psalm 104" (NASB, Willis Farris) 3:27
4. "Old Man's Rubble"  	(B. Bannister) 2:57
5. "Brand New Start"  	(Amy Grant) 2:53
6. "Grape, Grape Joy"  	(A. Grant)	1:11
7. "Walking In The Light"  (A. Grant)	1:38
8. "What a Difference You've Made in My Life"  (Archie Jordan) 3:26
9. "Father"  (A. Grant) 3:55
10. "I Know Better Now"  	(A. Grant)	2:49
11. "The Lord Has A Will"  (Mike Hudson - Barbara Hudson)	2:38
12. "On And On"  	(Grant - Bannister)	3:28
13. "He Gave Me A New Song"  (A. Grant) 1:22